# Temporada do Torino Football Club de 2016–17
O Torino Football Club, na temporada 2016–17, participará de duas competições: Serie A e Coppa Italia.

## Uniforme
- Primeiro Uniforme: Camisa grená, calção branco e meias pretas;
- Segundo Uniforme: Camisa branca, calção grená e meias brancas;
- Terceiro Uniforme: Camisa azul, calção e meias azuis.

| 1º | 2º | 3º |

## Jogadores

### Transferências 2016–17
| Entradas              |                |        |
| Jogador               | Clube anterior | Ref.   |
| Adem Ljajić           | Roma           | [ 1 ]  |
| Saša Lukić            | Partizan       | [ 2 ]  |
| Lucas Boyé            | River Plate    | [ 3 ]  |
| Arlind Ajeti          | Frosinone      | [ 4 ]  |
| Iago Falque           | Roma           | [ 5 ]  |
| Panagiotis Tachtsidis | Genoa          | [ 6 ]  |
| Samuel Gustafson      | Häcken         | [ 7 ]  |
| Luca Rossettini       | Bologna        | [ 8 ]  |
| Leandro Castán        | Roma           | [ 9 ]  |
| Lorenzo De Silvestri  | Sampdoria      | [ 10 ] |

| Saídas             |                  |        |
| Jogador            | Clube de destino | Ref.   |
| Kamil Glik         | Monaco           | [ 11 ] |
| Fabio Quagliarella | Sampdoria        |        |
| Juan Sánchez Miño  | Independiente    |        |
| Alessandro Gazzi   | Palermo          |        |
| Vittorio Parigini  | Chievo           |        |
| Bruno Peres        | Roma             | [ 12 ] |
| Pontus Jansson     | Leeds United     |        |
| Gastón Silva       | Granada          |        |

## Estatísticas

### Desempenho da equipe
Atualizado até 30 de novembro de 2016

#### Desempenho geral
| Técnico           | J  | V | E | D | GP | GS | SG  | %     |
| ----------------- | -- | - | - | - | -- | -- | --- | ----- |
| Siniša Mihajlović | 16 | 9 | 4 | 3 | 39 | 18 | +21 | 64.58 |

#### Como mandante
| Técnico           | J | V | E | D | GP | GS | SG  | %     |
| ----------------- | - | - | - | - | -- | -- | --- | ----- |
| Siniša Mihajlović | 9 | 7 | 2 | 0 | 27 | 8  | +19 | 85.18 |

#### Como visitante
| Técnico           | J | V | E | D | GP | GS | SG | %     |
| ----------------- | - | - | - | - | -- | -- | -- | ----- |
| Siniša Mihajlović | 7 | 2 | 2 | 3 | 12 | 10 | +2 | 38.09 |

### Artilharia
Atualizado até 30 de novembro de 2016
| #  | Jogador         | Gols | Serie A | Coppa Italia |
| -- | --------------- | ---- | ------- | ------------ |
| 1º | Andrea Belotti  | 11   | 10      | 1            |
| 2º | Adem Ljajić     | 7    | 5       | 2            |
| 2º | Iago Falque     | 7    | 7       | 0            |
| 4º | Daniele Baselli | 4    | 4       | 0            |
| 4º | Marco Benassi   | 4    | 4       | 0            |

## Competições

### Serie A

#### Classificação na Serie A
| Pos | Equipes        | Pts | J  | V | E | D | GM | GS | SG | %    | Classificação ou rebaixamento                         |
| --- | -------------- | --- | -- | - | - | - | -- | -- | -- | ---- | ----------------------------------------------------- |
| 4   | Lazio          | 28  | 14 | 8 | 4 | 2 | 27 | 14 | 13 | 66,6 | Fase de Grupos da Liga Europa da UEFA de 2017-18      |
| 5   | Atalanta       | 28  | 14 | 9 | 1 | 4 | 23 | 14 | 9  | 66,6 | Fase de Grupos da Liga Europa da UEFA de 2017-18      |
| 6   | Torino         | 25  | 14 | 7 | 4 | 3 | 31 | 17 | 14 | 59,5 | 3ª Pré-Eliminatória da Liga Europa da UEFA de 2017-18 |
| 7   | Napoli         | 25  | 14 | 7 | 4 | 3 | 24 | 15 | 9  | 59,5 |                                                       |
| 8   | Internazionale | 21  | 14 | 6 | 3 | 5 | 22 | 18 | 4  | 50   |                                                       |

#### Partidas
1ª rodada
| 21 de agosto de 2016 | Milan                     | 3 – 2     | Torino                      | San Siro, Milão                             |
| 18:00                | Bacca 38', 50', 62' (pen) | Relatório | Belotti 48' · Baselli 90+1' | Público: 32 254 Árbitro: ITA Antonio Damato |

2ª rodada
| 28 de agosto de 2016 | Torino                                             | 5 – 1     | Bologna    | Stadio Olimpico di Torino, Turim             |
| 20:45                | Belotti 28', 37', 88' · Martínez 53' · Baselli 80' | Relatório | Taïder 32' | Público: 17 077 Árbitro: ITA Gianluca Rocchi |

3ª rodada
| 11 de setembro de 2016 | Atalanta                        | 2 – 1     | Torino     | Estádio Atleti Azzurri d'Italia, Bérgamo      |
| 15:00                  | Masiello 56' · Kessié 82' (pen) | Relatório | Falque 54' | Público: 14 925 Árbitro: ITA Maurizio Mariani |

4ª rodada
| 18 de setembro de 2016 | Torino | 0 – 0 | Empoli | Stadio Olimpico di Torino, Turim |
| 15:00                  |        |       |        | Público: 16 403                  |

5ª rodada
| 21 de setembro de 2016 | Pescara | 0 – 0 | Torino | Estadio Adriático, Pescara |
| 20:45                  |         |       |        | Público: 13 703            |

6ª rodada
| 25 de setembro de 2016 | Torino                             | 3 – 1 | Roma            | Stadio Olimpico di Torino, Turim |
| 15:00                  | Belotti 8' · Falque 53' (pen), 65' |       | Totti 55' (pen) | Público: 19 275                  |

7ª rodada
| 2 de outubro de 2016 | Torino                   | 2 – 1 | Fiorentina  | Stadio Olimpico di Torino, Turim |
| 18:00                | Falque 15' · Benassi 60' |       | Babacar 84' | Público: 21 641                  |

8ª rodada
| 18 de outubro de 2016 | Palermo  | 1 – 4 | Torino                                        | Estádio Renzo Barbera, Pescara |
| 20:45                 | Čočev 5' |       | Ljajić 25', 40' · Benassi 45+1' · Baselli 50' | Público: 15 961                |

9ª rodada
| 23 de outubro de 2016 | Torino                           | 2 – 2 | Lazio                     | Stadio Olimpico di Torino, Turim |
| 15:00                 | Falque 20' · Ljajić 90+2' (rig.) |       | 71' Immobile · 84' Murgia | Público: 21 517                  |

10ª rodada
| 26 de outubro de 2016 | Internazionale          | 2 – 1 | Torino      | San Siro, Milano |
| 20:45                 | Icardi 35' · Icardi 88' |       | 63' Belotti | Público: 36 446  |

11ª rodada
| 31 de outubro de 2016 | Udinese                  | 2 – 2 | Torino                   | Estádio Friuli, Udine |
| 19:00                 | Théréau 60' · Zapata 70' |       | 15' Benassi · 77' Ljajić | Público: 19 984       |

12ª rodada
| 5 de novembro de 2016 | Torino                                                         | 2 – 2 | Cagliari       | Stadio Olimpico di Torino, Turim |
| 18:00                 | Belotti 2', 59' (pen) · Ljajić 11' · Benassi 38' · Baselli 51' |       | Melchiorri 41' | Público: 19 870                  |

13ª rodada
| 20 de novembro de 2016 | Crotone | 0 – 2     | Torino           | Stadio Ezio Scida, Crotone                |
| 15:00                  |         | Relatório | Belotti 80', 89' | Público: 7 759 Árbitro: ITA Domenico Celi |

14ª rodada
| 26 de novembro de 2016 | Torino | 2 – 1 | Chievo | Stadio Olimpico di Torino, Turim |
|                        |        |       |        |                                  |

15ª rodada
| 4 de dezembro de 2016 | Sampdoria | 2 – 0 | Torino |  |
|                       |           |       |        |  |

16ª rodada
| 11 de dezembro de 2016 | Torino | 1 – 3 | Juventus | Stadio Olimpico di Torino, Turim |
|                        |        |       |          |                                  |

17ª rodada
| 18 de dezembro de 2016 | Napoli | 5 – 3 | Torino |  |
|                        |        |       |        |  |

18ª rodada
| 22 de dezembro de 2016 | Torino | 1 – 0 | Genoa | Stadio Olimpico di Torino, Turim |
|                        |        |       |       |                                  |

19ª rodada
| 8 de janeiro de 2017 | Sassuolo | 0 – 0 | Torino |  |
|                      |          |       |        |  |

20ª rodada
| 16 de janeiro de 2017 | Torino | 2 – 2 | Milan | Stadio Olimpico di Torino, Turim |
|                       |        |       |       |                                  |

21ª rodada
| 22 de janeiro de 2017 | Bologna           | 2 – 0     | Torino | Stadio Renato Dall'Ara, Bolonha |
| 15:00                 | Džemaili 43', 83' | Relatório |        | Árbitro: ITA Davide Ghersini    |

22ª rodada
| 29 de janeiro de 2017 | Torino     | 1 – 1     | Atalanta    | Stadio Olimpico di Torino, Turim |
| 12:30                 | Falque 16' | Relatório | Petagna 66' | Árbitro: ITA Antonio Damato      |

23ª rodada
| 5 de fevereiro de 2017 | Empoli            | 1 – 1     | Torino      | Stadio Carlo Castellani, Empoli |
| 15:00                  | Pucciarelli 45+2' | Relatório | Belotti 11' | Árbitro: ITA Marco Di Bello     |

24ª rodada
| 12 de fevereiro de 2017 | Torino | – | Pescara | Stadio Olimpico di Torino, Turim |
|                         |        |   |         |                                  |

25ª rodada
| 19 de fevereiro de 2017 | Roma | – | Torino |  |
|                         |      |   |        |  |

### Coppa Italia

#### Terceira rodada
| 13 de agosto de 2016 | Torino                                          | 4 – 1 | Pro Vercelli  | Stadio Olimpico di Torino, Turim |
| 20:30                | Ljajić 7' · Martinez 25' · Peres 50' · Boyé 87' |       | La Mantia 56' | Público: 13 356                  |

#### Quarta rodada
| 29 de novembro de 2016 | Torino |  | Pisa | Stadio Olimpico di Torino, Turim |
| 21:00                  |        |  |      |                                  |

1. ↑  «Adem Ljajic joins Torino on permanent deal». www.asroma.com. Consultado em 18 de julho de 2016
2. ↑  «Lukic è del Toro». 29 de julho de 2016. Consultado em 20 de julho de 2016
3. ↑  «Official: Boyé to Torino in June». Football Italia. 1 de fevereiro de 2016. Consultado em 18 de agosto de 2016
4. ↑  «Official: Torino sign Ajeti». Football Italia. 10 de julho de 2016. Consultado em 18 de agosto de 2016
5. ↑  «Official: Torino sign Falque, Ljajic». Football Italia. 18 de julho de 2016. Consultado em 18 de julho de 2016
6. ↑  «Official: Toro sign Tachtsidis». 5 de agosto de 2016. Consultado em 7 de agosto de 2016
7. ↑  «Official: Gustafson al Toro». 9 de agosto de 2016. Consultado em 10 de agosto de 2016
8. ↑  «Rossettini al Toro». 16 de agosto de 2016. Consultado em 16 de agosto de 2016
9. ↑  «Castan re-routed to Torino». 16 de agosto de 2016. Consultado em 18 de agosto de 2016
10. ↑  «De Silvestri al Toro». 18 de agosto de 2016
11. ↑  «Kamil Glik signs on a four-year deal». 4 de julho de 2016. Consultado em 18 de agosto de 2016
12. ↑  «Bruno Peres alla Roma». 16 de agosto de 2016. Consultado em 18 de agosto de 2016